# 劉澤 (齊孝王之孫)
劉澤（？—前86年），是西漢齊孝王劉將閭之孫。
漢武帝死後，汉昭帝即位。始元元年（前86年），燕王劉旦作亂，劉旦在燕国招募各郡的地痞，打造武器，不斷閱兵。劉澤則在临淄（山东省淄博市东临淄镇）發動兵變，菑川王劉建之子缾侯劉成告發此事，青州刺史雋不疑逮捕劉澤與劉旦等，交由大鸿胪丞審訊，劉澤被處死，劉旦遭到釋放。